# Irene Ojala
Irene Ojala (født 8. oktober 1960, fra Kiberg) er en norsk politiker, der efter valget d. 13. september 2021 er valgt ind i Stortinget for partiet Pasientfokus i Finnmark. 
Hun er uddannet samfundsplanlægger og har en bachelorgrad i Nordområdestudier. Hun er leder for den frivillige organisation Pasientfokus og stiftelsen Alta sykehus med Pasientfokus.